# Windows Phone 8
Windows Phone 8 (afgekort als WP8, codenaam Apollo) is de derde generatie van Windows Phone, een mobiel besturingssysteem van Microsoft. Het is de opvolger van Windows Phone 7. Enkele vernieuwingen in Windows Phone 8 werden ook doorgevoerd in de tussenversie Windows Phone 7.8. Windows Phone 8 werd vrijgegeven op 29 oktober 2012. Tijdens 2012 werden er 3 kleine updates uitgerold naar Windows Phone 8. De eerste grote update voor Windows Phone 8, Windows Phone 8.1, werd als een preview vrijgegeven op 14 april 2014, samen met een laatste kleine update voor Windows Phone 8.0 om het systeem in staat te stellen te updaten naar Windows Phone 8.1. Windows Phone 8.1 zet de vierde generatie in voor Windows Phone. In augustus 2014 werd de eerste kleine update voor Windows Phone 8.1 vrijgegeven. Windows Phone 8.1 wordt opgevolgd door Windows 10.

## Versies

### Windows Phone 8
De eerste versie Windows Phone 8 (codenaam Apollo) biedt ondersteuning voor meerdere schermresoluties. In plaats van alleen de 800x480 pixels-resolutie, worden nu ook onder resoluties van 1280x768 en 1280x720 ondersteund. Ook gaat Windows Phone door gebruikers verwisselbare microSD-kaarten ondersteunen. Nu moeten fabrikanten flash- of een ingebouwde SD-kaart gebruiken, waardoor geen enkele oudere Windows Phone in Europa een groter opslaggeheugen heeft dan 16 GB. Ook zullen NFC-mogelijkheden worden ondersteund.
Daarnaast zullen multicore-processors worden ondersteund. Die worden overigens al ondersteund in Windows Phone 7.5 en Microsoft test apps al op smartphones met dualcore-processors, maar die hebben nog geen toestemming gekregen om te mogen worden gebruikt.

#### Update 1 (Portico)
Een kleine update, onder de naam Portico, ondertussen hernoemd naar Update 1, werd in december 2012 uitgerold en moest diverse bugfixes brengen naar Windows Phone 8. Ook werden er verbeteringen doorgevoerd aan de berichten app, bluetooth en een "altijd-aan" functie voor WiFi met nog diverse andere kleine aanpassingen.

#### Update 2 (GDR2)
In juli 2013 werd een tweede update, GDR2, uitgerold naar alle Windows Phone 8-toestellen. De uitrol nam enkele maanden in beslag en de tijdspanne verschilde per fabrikant. De update bevatte ondersteuning voor FM-radio voor toestellen die de benodigde apparatuur hadden, de mogelijkheid om een andere standaard camera-app in te stellen, Data Sense voor het bijhouden van het verbruikte dataniveau, bugfxies aan Xbox Music en verbeteringen aan HTML5-ondersteuning in Internet Explorer 10. Ook CalDAV/CardDAV-ondersteuning werd toegevoegd; dit zorgde ervoor dat Windows Phone-apparaten weer in staat waren om te verbinden met Google Kalender, nadat Google ondersteuning voor Microsoft Exchange stopte in 2012.

#### Update 3 (GDR3)
Op 14 oktober 2013 startte Microsoft de uitrol van update 3 voor alle Windows Phone 8-toestellen. Het was de eerste update voor Windows Phone die door ontwikkelaars direct gedownload kon worden. Update 3 voegt ondersteuning toe voor 1080p- en 6 inch-beeldschermen. Het is ook mogelijk om drie kolommen Live-tegels te tonen indien het scherm dit toestaat. Verder is er ondersteuning toegevoegd voor de Qualcomm Snapdragon 800-quadcoreprocessor. Verder is het mogelijk om apps te sluiten via het multitaskscherm, is er een draaivergrendeling toegevoegd en is een nieuwe optie "Driving mode" toegevoegd. De uitrol van update 3 zou sneller moeten gaan dan die van GDR2. De uitrol begon in oktober 2013 en zou gepland zijn te eindigen in het begin van 2014.

### Windows Phone 8.1
Windows Phone 8.1 is een update voor het Windows Phone 8-besturingssysteem. Microsoft heeft al aangekondigd dat alle Windows Phone 8-toestellen de update zullen krijgen. Nieuw in Windows Phone 8.1 zijn onder andere verschillende functies die het OS geschikter moeten maken voor zakelijk gebruik, kunnen apps worden geïnstalleerd op SD-kaarten, ook zijn er tal van verbeteringen doorgevoerd aan multitasking en zijn universele apps, die ook kunnen draaien in Windows Runtime, het applicatieplatform van Windows 8 en Windows RT, mogelijk. Sommige van de nieuwe functies lekten uit door Microsofts SDK-testprogramma voor een selecte groep ontwikkelaars. Ook heeft Microsoft diverse nieuwe en terugkerende OEM's aangekondigd. Zij zullen waarschijnlijk allemaal Windows Phone 8.1 toestellen gaan maken. Deze OEM's zijn Nokia, Samsung, Huawei, HTC, Lenovo, Yezz, Ucall, LG, Lava, Foxconn, Longcheer, ZTE, XOLO, Karbonn, JSR, BLU en K-Touch.

#### Update 1 (GDR1)
Windows Phone 8.1 Update 1 is een update voor Windows Phone 8.1 die werd vrijgegeven op 4 augustus 2014. De update wordt verspreid via het Windows Phone Preview for Developers-programma en werd eind 2014 uitgerold naar andere toestellen. De HTC One M8 for Windows is het eerste toestel met deze versie van Windows Phone. Update 1 kreeg later nog enkele updates die onder andere de beschikbaarheid van Microsoft Cortana uitbreidde, nieuwe opties toevoegde aan het Onderhoudscentrum, verbeteringen bracht voor energiebeheer en verschillende andere wijzigingen.

#### Update 2 (GDR2)
Windows Phone 8.1 Update 2 is een update voor Windows Phone 8.1, werd aangekondigd op 2 maart 2015, en wordt verwacht in 2015. De update wordt verspreid via het Windows Phone Preview for Developers-programma en zou later worden uitgerold naar alle toestellen. Het is de laatste update voor Windows Phone tot aan Windows 10 for phones. De update zou nieuwe functies brengen en de ondersteunde hardware verder uitbreiden en zou ook enkele veelgehoorde klachten oplossen, zoals het onoverzichtelijke instellingenmenu. De Microsoft Lumia 640 en Microsoft Lumia 640 XL zijn de eerste toestellen met deze versie van Windows Phone.

## Apps
Beschikbare apps die draaien op Windows Phone 7, kunnen ook draaien op versie 8, ondanks dat Windows Phone 8 niet langer een Windows CE-, maar een gewone Windows-kernel heeft. Ook zullen Windows, Windows Phone en de Xbox One meer zaken met elkaar delen. De Zune-client voor synchronisatie zou verdwijnen ten gunste van synchronisatie via een ActiveSync-achtig desktopprogramma, terwijl bestanden worden doorgegeven via webdiensten als OneDrive.
Apps op Windows Phone zullen eindelijk gegevens met elkaar kunnen uitwisselen, zoals gebruikelijk is onder het mobiele besturingssysteem Android van Google. Microsoft laat apps in een "sandbox" draaien, maar zal met een methode komen om de apps met elkaar te laten communiceren. Camera-apps zullen "Lens Apps" worden, waarbij Microsoft een basale interface maakt om camerabeelden uit te lezen, waarop fabrikanten en ontwikkelaars verder apps kunnen maken.

## Windows 8.x
Windows Phone 8 kan veel samenwerken met Windows 8 en kon daardoor dezelfde kernel krijgen. Daarnaast heeft Windows Phone 8 veel andere kenmerken gemeen met Windows 8, zoals standaardencryptie via BitLocker, Secure Boot-opties en de mogelijkheid om in een zakelijke omgeving eigen apps naar telefoons te pushen. Ook krijgt Windows Phone 8 net als Windows 8 IE10 mee. IE10 gebruikt datacompressie. Door de data over een proxy te leiden, kunnen afbeeldingen worden verkleind en het dataverbruik met 30 procent worden verminderd.
Windows Phone 8.1 gaat nog een stap verder in samenwerking met Windows 8.1. Zo ondersteunen deze "universele apps", dit zijn apps die zowel op Windows als Windows Phone werken. Ook de Windows Phone Store zal in Windows Phone 8.1 verdwijnen en plaats maken voor de Windows Store, die ook alle Windows Phone-apps zal bevatten. Beide werken ook op Windows NT 6.3.